# 四個自殺的少女
《四個自殺的少女》（英語：Suicide）是一部1995年由前電影導演和時任區議員羅舜泉執導劇情電影，涉及有關自殺複雜情形，主要演出由伍慧珊、陳愛儀、徐幼芬、陳孝貞等。

## 劇情
該片是來菲（伍慧珊 飾）、珠、珊、丸仔（陳愛儀 飾）各來自不同的家庭背景，菲參與做違法事情因而邂逅了CD小販海，甚至展開一段戀情，期間珠卻被男友CD仔虐待，試圖逼她將胎兒打掉，珊為維護珠而與CD仔發生衝突，為此事撩起受創心靈的她轉而尋找海的片刻安慰，卻引來好友丸仔的誤會，四個好友漸漸演變成反目成仇，而菲因為念念不忘的事情而走上自殺條路。。

## 角色
| 演員     | 角色 | 備註 |
| 伍慧珊   | 菲   |      |
| 陳愛儀   | 丸仔 |      |
| 徐幼芬   | 珊   |      |
| 程子剛   | 海   |      |
| 林國傑   |      |      |
| 衛婉琦   |      |      |
| 歐陽淑蘭 |      |      |

## 製作、發行和拍攝
該片由聯合製作有限公司（邵氏兄弟國際影業有限公司 前身）在1994年中拍攝，伍慧珊等人參演拍攝，也是以上演員首次參演三級電影片，拍攝地點為慈雲山法藏寺、新名都餐廳、大埔逸雅苑等。
而因為涉及過多自殺爭議、危險行為和裸露情節，因此電影評級中根據《電影檢查條例》，本片列為只准18歲或以上人士觀看（III）。
上映日期為1995年6月15日。

## 歌曲
- 主題曲：
  - 〈我心極冷〉 - 陳孝貞

（填詞：顔文翰、作曲/編曲：黃世昌）

## 外部連結
- 互联网电影数据库（IMDb）上《四個自殺的少女》的资料（英文）